# Сорокопуд червоноголовий
Сорокопуд червоноголовий (Lanius senator) — птах родини Сорокопудові (Laniidae) ряду Горобцеподібні (Passeriformes), один з 5 видів роду у фауні України. В Україні рідкісний пролітний птах, можливе гніздування.

## Опис

### Морфологічні ознаки

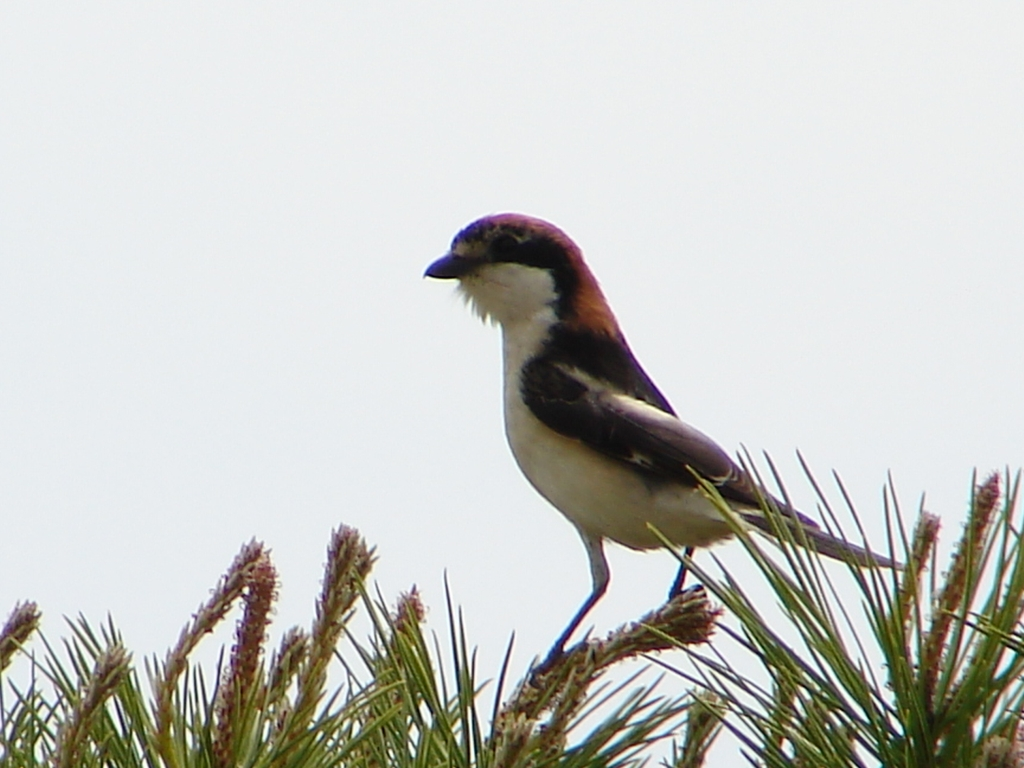

Завбільшки з сорокопуда тернового. Характеризується строкатим забарвленням. У дорослого самця лоб і смуги, які проходять через очі, чорні; верх голови і задня частина шиї насичено руді; спина і верх крил чорні; поперек сірий; плечові пера і надхвістя білі; низ білий, з кремовим відтінком; махові пера чорні, першорядні — з білою основою; хвіст чорний, крайні стернові пера з білим кольором; дзьоб і ноги чорні. У дорослої самки верх голови і задня частина шиї світліші; спина і верх крил бурувато-чорні; лоб і вуздечка вохристо-білі. У молодого птаха оперення верху світло-буре, з темною хвилястою смугастістю; низ білуватий, з хвилеподібною темною строкатістю на горлі, волі і боках тулуба. Довжина тіла — близько 17 см, маса тіла — 23–52 г.

### Голос
Пісня — тріскотливе щебетання; часто подає різкий крик «цкеррр-цкерр». Пісня включає також голоси інших птахів, які він включає до власної.

### Систематика
В межах виду виділяють 4 підвиди:
- L. senator senator
- L. senator rutilans
- L. senator badius
- L. senator niloticus

## Ареал виду та його поширення в Україні

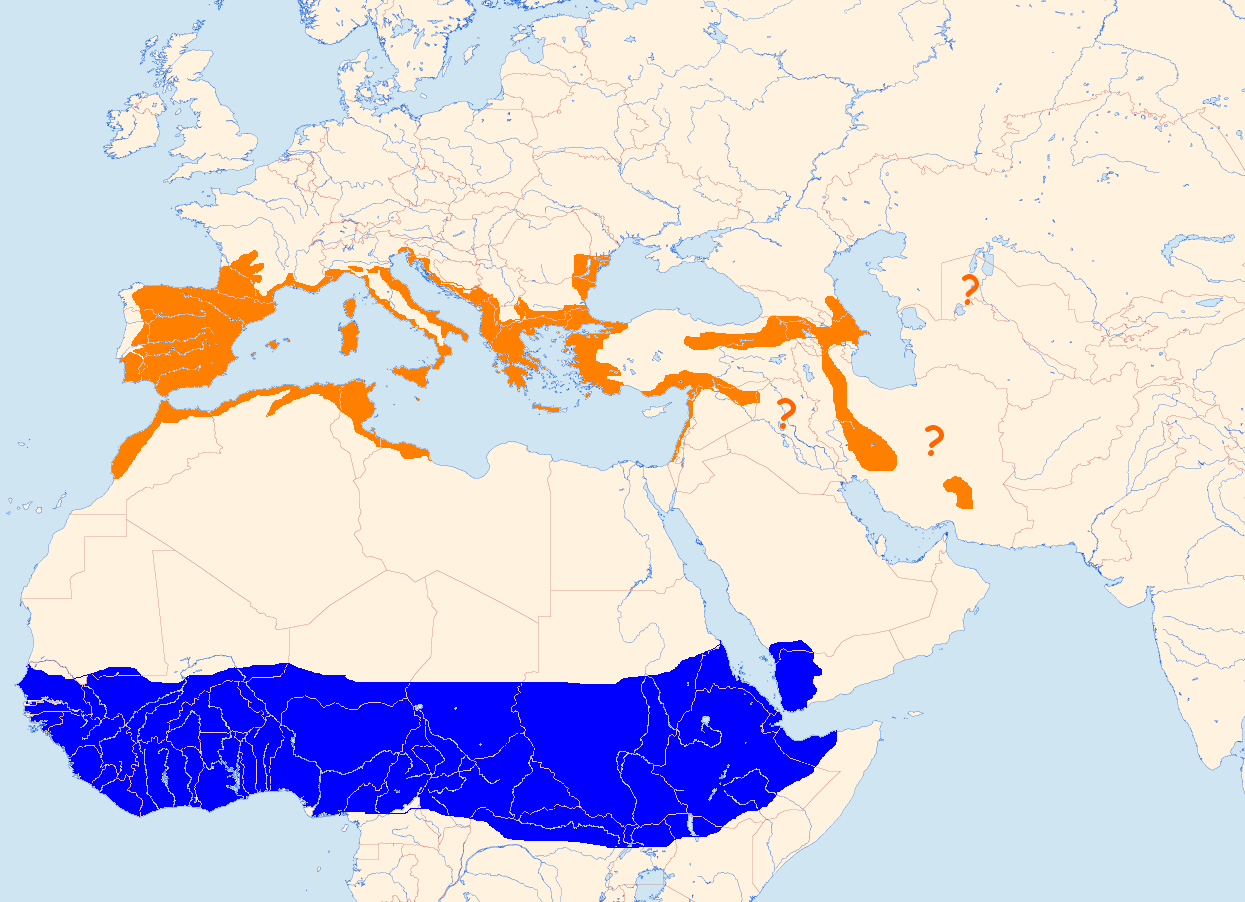
Ареал: гніздування — померанчевий, блакитний —зимівля

Гніздовий ареал охоплює Південну Європу, Північну Африку, Південно-Західну Азію. Зимує у тропічній Африці. В Україні проходить північно-східна межа ареалу. В останні 30 років вид реєстрували, головним чином, в Азово-Чорноморському регіоні від Дунаю на заході до східних кордонів Донецької області, на північ до м. Луганська як залітний. Спорадичне гніздування можливе в Криму.

## Чисельність і причини її зміни
У Європі популяція протягом ХХ ст. скорочувалася. Нині вона оцінюється у 480−1200 тис. гніздових пар. Європейська популяція нараховує 50-74% від загальної чисельності виду, тому дуже попередня оцінка загальної чисельності популяції становить 1950-7200 тис. особин, хоча необхідне подальше уточнення цієї чисельності. В Україні рідкісний птах: численність під час весняної міграції може досягати, ймовірно, 30–50 птахів, восени максимально зареєстровано 21 ос. (2001 р.). В останні три десятиліття більшість птахів спостерігали в Криму та південних областях України. Оскільки в Україні знаходиться край ареалу виду і він з'являється лише періодично, то причини щорічних коливань чисельності поки що не відомі.

## Особливості біології

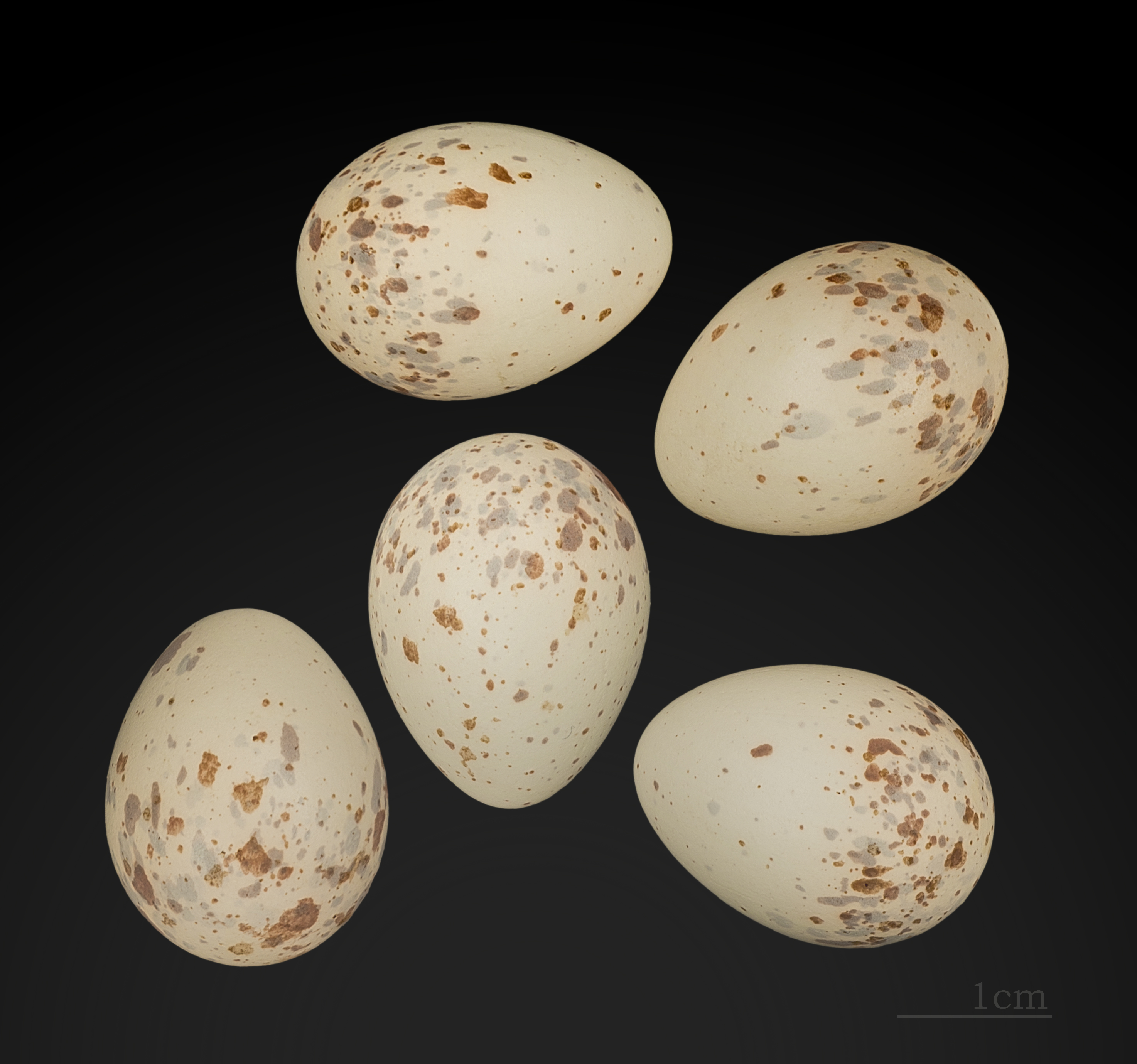
Яйця сорокопуда червоноголового

Перелітний птах. В Україні під час весняної міграції більшість птахів зареєстровано у період з 20 квітня до середини травня. Поодинокі особини та окремі пари трапляються до кінця травня. Можливо, після короткого перебування на півдні України більша частина птахів здійснює зворотну міграцію на Балкани чи в Малу Азію. Осіння міграція починається з кінця липня. Сорокопуд червонолобий тримається у відкритих ландшафтах з чагарниковими заростями та поодинокими деревами, на галявинах і узліссях. Відкладає 4−6 блідо-зелених з темними плямами яєць. Біологія розмноження в Україні не вивчена. Живиться комахами, дрібними ссавцями (землерийками), нападає на дрібних птахів.

## Охорона
Включено до Бернської конвенції (Додаток ІІ), до Червоної книги України (1994, 2009) (статус — рідкісний).